# Hyperaspis centralis
Hyperaspis centralis är en skalbaggsart som beskrevs av Étienne Mulsant 1850. Hyperaspis centralis ingår i släktet Hyperaspis och familjen nyckelpigor. Inga underarter finns listade i Catalogue of Life.